# Leichtathletik-Länderkampf der Männer 1953 BR Deutschland – England
| 10. Leichtathletik-Länderkampf mit bundesdeutscher Beteiligung 1953 | 10. Leichtathletik-Länderkampf mit bundesdeutscher Beteiligung 1953 |               |
| ------------------------------------------------------------------- | ------------------------------------------------------------------- | ------------- |
|                                                                     |                                                                     |               |
| Ländervergleich der Männer: BR Deutschland – England                |                                                                     |               |
| Austragungsort                                                      | Berlin                                                              |               |
| Wettbewerbe                                                         | 20                                                                  |               |
| Datum                                                               | 29./30. August 1953                                                 |               |
| 1. FRG 2. ENG                                                       | 112 Punkte 094 Punkte                                               |               |
| Chronik                                                             |                                                                     |               |
| ← SUI-FRG (F)                                                       | FRG-GBR (F) →                                                       | FRG-GBR (F) → |

Im zehnten Vergleich des Länderkampfjahres 1953 gab es nach dem letzten Treffen 1939 wieder eine Begegnung mit England. Es war das fünfte Aufeinandertreffen der beiden Gegner. Am 29./30. August war Berlin Gastgeber dieser Veranstaltung. Drei Mal hatte es zuvor deutsche Siege gegeben, einmal einen englischen.

## Wettbewerbe und Modus
Mit zwanzig Wettbewerben wurde ein umfassendes Programm ausgetragen. Von den olympischen Disziplinen fehlten nur der Marathonlauf, die beiden Gehstrecken und der Zehnkampf. Gewertet wurde in den Einzelwettbewerben nach dem üblichen Standard. In der Staffel gab es drei zu eins Punkte.

## Ergebnis
In den zwölf Laufwettbewerben lag England auf beiden Langstrecken und in beiden Hürdenläufen vorn. Die anderen acht Laufdisziplinen einschließlich der Staffeln gingen an die Bundesrepublik Deutschland. Von den acht technischen Disziplinen gewannen die Bundesrepublik und England je vier. So lag die Bundesrepublik Deutschland mit 112 zu 94 Punkten am Ende wieder vorn und baute seine Länderkampfbilanz gegen England auf vier zu eins Siege aus.

## Resultate

### 100 m
| Platz | Athlet         | Land | Zeit (s) |
| ----- | -------------- | ---- | -------- |
| 1     | Heinz Fütterer | FRG  | 10,7     |
| 2     | Ken Jones      | ENG  | 10,8     |
| 3     | Brian Shenton  | ENG  | 11,0     |
| 4     | Peter Kraus    | FRG  | 11,0     |

Datum: 29. August

### 200 m
| Platz | Athlet         | Land | Zeit (s) |
| ----- | -------------- | ---- | -------- |
| 1     | Heinz Fütterer | FRG  | 21,2     |
| 2     | Brian Shenton  | ENG  | 21,8     |
| 3     | Peter Kraus    | FRG  | 22,0     |
| 4     | William Jack   | ENG  | 22,2     |

Datum: 30. August

### 400 m
| Platz | Athlet              | Land | Zeit (s) |
| ----- | ------------------- | ---- | -------- |
| 1     | Karl-Friedrich Haas | FRG  | 47,2     |
| 2     | Hans Geister        | FRG  | 48,2     |
| 3     | Len Smith           | ENG  | 48,3     |
| 4     | Peter Fryer         | ENG  | 49,4     |

Datum: 29. August

### 800 m
| Platz | Athlet          | Land | Zeit (min) |
| ----- | --------------- | ---- | ---------- |
| 1     | Günter Dohrow   | FRG  | 1:52,1     |
| 2     | Friedel Stracke | FRG  | 1:52,3     |
| 3     | Angus Scott     | ENG  | 1:52,5     |
| 4     | Brian Hewson    | ENG  | 1:53,0     |

Datum: 29. August

### 1500 m
| Platz | Athlet          | Land | Zeit (min) |
| ----- | --------------- | ---- | ---------- |
| 1     | Werner Lueg     | FRG  | 3:51,6     |
| 2     | Bill Nankeville | ENG  | 3:52,0     |
| 3     | Rolf Lamers     | FRG  | 3:53,0     |
| 4     | Don Seaman      | ENG  | 3:54,8     |

Datum: 30. August

### 5000 m
| Platz | Athlet         | Land | Zeit (min) |
| ----- | -------------- | ---- | ---------- |
| 1     | Gordon Pirie   | ENG  | 14:02,6    |
| 2     | Freddie Green  | ENG  | 14:27,2    |
| 3     | Herbert Schade | FRG  | 14:37,0    |
| 4     | Heinz Laufer   | FRG  | 14:49,4    |

Datum: 29. August

### 10.000 m
| Platz | Athlet            | Land | Zeit (min) |
| ----- | ----------------- | ---- | ---------- |
| 1     | Frank Sando       | ENG  | 30:21,0    |
| 2     | Walter Hesketh    | ENG  | 31:41,4    |
| 3     | Hermann Eberlein  | FRG  | 31:41,8    |
| 4     | Siegfried Steller | FRG  | 32:37,8    |

Datum: 30. August

### 110 m Hürden
| Platz | Athlet            | Land | Zeit (s) |
| ----- | ----------------- | ---- | -------- |
| 1     | Frederick Parker  | ENG  | 14,8     |
| 2     | Peter Hildreth    | ENG  | 15,0     |
| 3     | Bert Steines      | FRG  | 15,0     |
| 4     | Wolfgang Troßbach | FRG  | 15,2     |

Datum: 29. August

### 400 m Hürden
| Platz | Athlet         | Land | Zeit (s) |
| ----- | -------------- | ---- | -------- |
| 1     | Harry Whittle  | ENG  | 53,6     |
| 2     | David Gracie   | ENG  | 53,8     |
| 3     | Georg Sallen   | FRG  | 53,9     |
| 4     | Helmut Kwoczek | FRG  | 53,9     |

Datum: 30. August

### 3000 m Hindernis
| Platz | Athlet             | Land | Zeit (min) |
| ----- | ------------------ | ---- | ---------- |
| 1     | Karl-Heinz Schmalz | FRG  | 9:10,6     |
| 2     | Helmut Thumm       | FRG  | 9:13,0     |
| 3     | John Disley        | ENG  | 9:36,0     |
| 4     | Chris Brasher      | ENG  | 9:46,6     |

Datum: 30. August

### 4 × 100 m Staffel
| Platz | Besetzung      | Land                                                  | Zeit (s) |
| ----- | -------------- | ----------------------------------------------------- | -------- |
| 1     | BR Deutschland | Leonhard Pohl Peter Kraus Heinz Fütterer Heinz Kosina | 41,2     |
| 2     | England        | Ken Jones Alan Lillington William Jack Brian Shenton  | 41,7     |

Datum: 29. August

### 4 × 400 m Staffel
| Platz | Besetzung      | Land                                                         | Zeit (min) |
| ----- | -------------- | ------------------------------------------------------------ | ---------- |
| 1     | BR Deutschland | Helmut Dreher Hans Geister Günter Dohrow Karl-Friedrich Haas | 3:13,0     |
| 2     | England        | Angus Scott Peter Fryer David Gracie Len Smith               | 3:17,0     |

Datum: 30. August

### Hochsprung
| Platz | Athlet           | Land | Höhe (m) |
| ----- | ---------------- | ---- | -------- |
| 1     | Wolfgang Massion | FRG  | 1,88     |
| 1     | Werner Bähr      | FRG  | 1,88     |
| 3     | Derek Cox        | ENG  | 1,85     |
| 4     | Ron Pavitt       | ENG  | 1,80     |

Datum: 29. August

### Stabhochsprung
| Platz | Athlet           | Land | Höhe (m) |
| ----- | ---------------- | ---- | -------- |
| 1     | Geoffrey Elliott | ENG  | 4,10     |
| 2     | Julius Schneider | FRG  | 4,00     |
| 3     | Hanfried Oertel  | ENG  | 3,90     |
| 4     | Ian Ward         | FRG  | 3,80     |

Datum: 30. August

### Weitsprung
| Platz | Athlet         | Land | Weite (m) |
| ----- | -------------- | ---- | --------- |
| 1     | Heinz Oberbeck | FRG  | 7,16      |
| 2     | Roy Cruttenden | ENG  | 7,01      |
| 3     | Peter Whaley   | ENG  | 6,92      |
| 4     | Erhard Mallek  | FRG  | 6,89      |

Datum: 29. August

### Dreisprung
| Platz | Athlet         | Land | Weite (m) |
| ----- | -------------- | ---- | --------- |
| 1     | Ken Wilmshurst | ENG  | 14,64     |
| 2     | Kurt Trozowski | FRG  | 14,54     |
| 3     | Heinz Oberbeck | FRG  | 13,96     |
| 4     | Platt          | ENG  | 13,90     |

Datum: 30. August

### Kugelstoßen
| Platz | Athlet        | Land | Weite (m) |
| ----- | ------------- | ---- | --------- |
| 1     | John Savidge  | ENG  | 16,37     |
| 2     | Heinz Lutter  | FRG  | 14,63     |
| 3     | Werner Eckert | FRG  | 14,46     |
| 4     | Mark Pharaoh  | ENG  | 14,25     |

Datum: 30. August

### Diskuswurf
| Platz | Athlet          | Land | Weite (m) |
| ----- | --------------- | ---- | --------- |
| 1     | Heinz Rosendahl | FRG  | 46,66     |
| 2     | Karl Oweger     | FRG  | 46,50     |
| 3     | Mark Pharaoh    | ENG  | 46,34     |
| 4     | John Savidge    | ENG  | 42,59     |

Datum: 29. August

### Hammerwurf
| Platz | Athlet       | Land | Weite (m) |
| ----- | ------------ | ---- | --------- |
| 1     | Ewan Douglas | ENG  | 54,47     |
| 2     | Karl Wolf    | FRG  | 53,93     |
| 3     | Karl Storch  | FRG  | 53,53     |
| 4     | Don Anthony  | ENG  | 48,13     |

Datum: 30. August

### Speerwurf
| Platz | Athlet          | Land | Weite (m) |
| ----- | --------------- | ---- | --------- |
| 1     | Heinrich Will   | FRG  | 68,42     |
| 2     | Herbert Koschel | FRG  | 65,14     |
| 3     | Kevin Flanagan  | ENG  | 60,73     |
| 4     | Dennis Tucker   | ENG  | 59,65     |

Datum: 29. August